# Ropalidia decorata
Ropalidia decorata är en getingart som först beskrevs av Smith 1858.  Ropalidia decorata ingår i släktet Ropalidia och familjen getingar. Inga underarter finns listade i Catalogue of Life.